# La Loi du préau
La Loi du préau est le neuvième tome de la série de bande-dessinée Titeuf écrit et dessiné par Zep. Il est sorti le 28 août 2002.

## Liste des histoires
1. Le parc d'attractions
2. Mégajump
3. Fulguro ball
4. Un jour à mégafun land
5. Les bonbons au diziak
6. Les maths au laser
7. Les pouètes
8. Quand je serai grand je serai dessinateur
9. Violence
10. Le biceps
11. Macho des yeux
12. L'arrache-slip
13. Solidarité au caramel
14. Chirurgie esthétique
15. L'automne
16. Spatio-potage
17. 30 millions d'aspirateurs
18. Le meilleur ami de l'homme
19. Les filles
20. Minet est dégueu
21. La jungle jurassique
22. peace & bouffe
23. J'adore la pluie
24. Mortel combat
25. Le ménage du slip
26. Je déteste le bus...
27. Papa est destroy
28. Le mégalotto de la vie
29. La nouvelle voiture
30. S.O.S. Oiseaux
31. Millésime man
32. Noël
33. Ramon, il me tue
34. Papa est un voleur
35. Mercredi après-midi
36. Le cours de danse
37. Captain mégakill
38. Au secours !
39. Menu-surprise
40. Le zoo
41. Pauline
42. Poésie de printemps
43. Le jeu du bisou
44. Le spectacle de fin d'année
45. Mon pôv' cousin
46. Laissez-nous rêver

## Prix
- 2003 : Alph'Art du public au festival d'Angoulême